# 歸仁南
歸仁南，是臺灣臺南市歸仁區的一個傳統地域名稱，也是戶政、警政等行政機關所在地，位於該區中部西側。相較於今日行政區，其範圍大致包括南興里、南保里、歸南里、六甲里北半部不含東北部凸出部分的東部。
本地區境內主要聚落為松仔腳、瑤琴館、溝仔墘、後林、前林、藥店、李厝、石腳桶、潭墘、三塊厝、六甲。

## 歷史
台灣日治初期，歸仁南地區為一街庄，稱為「歸仁南庄」（舊制街庄），隸屬於歸仁南里。該庄昔日北與八甲庄為鄰，東與歸仁北庄為鄰，東南邊及南邊為崙仔頂庄，西南邊為上崙仔庄，西邊為新佃庄、塗庫庄。
1901年（日治明治三十四年）11月11日，全台廢縣廳改設二十廳，該庄隸屬於臺南廳。1904年（明治三十七年）3月31日，該庄編入「歸仁區」，隸屬於臺南廳。1909年（明治四十二年）10月25日，全台合併二十廳為十二廳，歸仁區仍隸屬於臺南廳。1920年（大正九年）10月1日，全台地方制度大改正，廢十二廳改設五州二廳，該庄改制為「歸仁南」大字，隸屬於臺南州新豐郡歸仁庄（新制街庄）。
戰後歸仁庄改制為歸仁鄉，隸屬於臺南縣，大字亦改制為村。1950年（民國39年）10月25日，雲、嘉、南分治，歸仁鄉仍隸屬於臺南縣。2010年（民國99年）12月25日，臺南縣、市合併為直轄臺南市，歸仁鄉改制為歸仁區，村亦改制為里。

## 聚落
本地區發展較早的聚落為松仔腳、瑤琴館、溝仔墘、後林、前林、藥店、李厝、石腳桶、潭墘、三塊厝、六甲、園尾（已消失），在日治初期的官方地圖上已有記載。

## 交通
省道台39線又稱「高鐵橋下道路臺南段」，是新市（實際起點在洋子）至阿蓮的幹道，經過本地區西南部的六甲聚落西側。由該道路北行可前往永康區東端、新化區西部，並止於洋子地區的省道台20線路口；南行可前往高雄市阿蓮區，並止於崙子頂地區的省道台28線路口。
市道182號是台南至七星洋的道路，經過本地區北部。由該道路西行可前往仁德區北部、東區、中西區，並止該區西側邊界處的省道台17線路口；東行可前往歸仁區歸仁市區、關廟區、龍崎區、高雄市內門區等地。
區道南149線是過港仔至六甲的道路，其南側端點（終點）位於本地區南部、六甲聚落東側的區道154線及區道351線共線東側端點路口，由此向北會經過本地區的潭墘聚落。
區道南151線是六甲至田厝的道路，其北側端點（起點）位於本地區南部略偏西、六甲聚落西側的區道154線路口。
區道南154線是崙仔尾至歸仁的道路，經過本地區南部的六甲聚落，其中部分路段與區道351線共線。
區道南351線是八甲至大潭的道路，經過本地區南部的六甲聚落，其中部分路段與區道154線共線。

## 學校
- 紅瓦厝國小（部分）

## 公務機關
- 臺南市歸仁地政事務所
- 臺南市政府警察局歸仁分局暨歸南派出所
- 臺南市政府消防局第五大隊歸仁消防分隊